# Could You Be Loved
Could you be loved van de Jamaicaanse reggaegroep Bob Marley & The Wailers werd uitgebracht in 1980 op het album Uprising en is ook opgenomen in het verzamelalbum Legend uit 1984. In juni 1980 werd het nummer op single uitgebracht en in juli dat jaar volgden Australië en Nieuw-Zeeland. Het nummer is geschreven door de Jamaicaans reggae-artiest Bob Marley in een vliegtuig in 1979 terwijl The Wailers experimenteerden op de gitaar.
In het midden van het nummer citeren de achtergrondzangers een couplet van Marleys eerste single Judge not: "The road of life is rocky; And you may stumble too. So while you point a finger, someone else is judging you."

## Achtergrond
De plaat werd een hit in Europa en Oceanië. In het Verenigd Koninkrijk werd de 5e positie bereikt in de UK Singles Chart. In Ierland werd de 3e positie bereikt, in Frankrijk de 10e, Zweden de 11e, Duitsland de 14e, Italië en Spanje de 6e, Zwitserland en Nieuw-Zeeland de 2e en in Australië de 95e positie.
In Nederland werd de plaat veel gedraaid op Hilversum 3 en werd een gigantische hit in de destijds drie landelijke hitlijsten op de nationale publieke popzender. De plaat bereikte de 2e positie in zowel de Nederlandse Top 40 als de TROS Top 50. In de Nationale Hitparade werd de 4e positie bereikt en in de Europese hitlijst op Hilversum 3, de TROS Europarade, werd de 3e positie bereikt.
In België bereikte de plaat de 3e positie in de voorloper van de Vlaamse Ultratop 50 en de 4e positie in de Vlaamse Radio 2 Top 30. In Wallonië werd géén notering behaald.
Sinds de allereerste editie in december 1999 staat de plaat onafgebroken genoteerd in de jaarlijkse NPO Radio 2 Top 2000 van de Nederlandse publieke radiozender NPO Radio 2, met als hoogste notering een 422e positie in 2010.

## Hitnoteringen

### Nederlandse Top 40
| Hitnotering: (Week 1 t/m 11) 12-07-1980 t/m 20-09-1980 Hitnotering: (Week 12 t/m 14) 22-06-1991 t/m 06-07-1991 | Hitnotering: (Week 1 t/m 11) 12-07-1980 t/m 20-09-1980 Hitnotering: (Week 12 t/m 14) 22-06-1991 t/m 06-07-1991 | Hitnotering: (Week 1 t/m 11) 12-07-1980 t/m 20-09-1980 Hitnotering: (Week 12 t/m 14) 22-06-1991 t/m 06-07-1991 | Hitnotering: (Week 1 t/m 11) 12-07-1980 t/m 20-09-1980 Hitnotering: (Week 12 t/m 14) 22-06-1991 t/m 06-07-1991 | Hitnotering: (Week 1 t/m 11) 12-07-1980 t/m 20-09-1980 Hitnotering: (Week 12 t/m 14) 22-06-1991 t/m 06-07-1991 | Hitnotering: (Week 1 t/m 11) 12-07-1980 t/m 20-09-1980 Hitnotering: (Week 12 t/m 14) 22-06-1991 t/m 06-07-1991 | Hitnotering: (Week 1 t/m 11) 12-07-1980 t/m 20-09-1980 Hitnotering: (Week 12 t/m 14) 22-06-1991 t/m 06-07-1991 | Hitnotering: (Week 1 t/m 11) 12-07-1980 t/m 20-09-1980 Hitnotering: (Week 12 t/m 14) 22-06-1991 t/m 06-07-1991 | Hitnotering: (Week 1 t/m 11) 12-07-1980 t/m 20-09-1980 Hitnotering: (Week 12 t/m 14) 22-06-1991 t/m 06-07-1991 | Hitnotering: (Week 1 t/m 11) 12-07-1980 t/m 20-09-1980 Hitnotering: (Week 12 t/m 14) 22-06-1991 t/m 06-07-1991 | Hitnotering: (Week 1 t/m 11) 12-07-1980 t/m 20-09-1980 Hitnotering: (Week 12 t/m 14) 22-06-1991 t/m 06-07-1991 | Hitnotering: (Week 1 t/m 11) 12-07-1980 t/m 20-09-1980 Hitnotering: (Week 12 t/m 14) 22-06-1991 t/m 06-07-1991 | Hitnotering: (Week 1 t/m 11) 12-07-1980 t/m 20-09-1980 Hitnotering: (Week 12 t/m 14) 22-06-1991 t/m 06-07-1991 | Hitnotering: (Week 1 t/m 11) 12-07-1980 t/m 20-09-1980 Hitnotering: (Week 12 t/m 14) 22-06-1991 t/m 06-07-1991 | Hitnotering: (Week 1 t/m 11) 12-07-1980 t/m 20-09-1980 Hitnotering: (Week 12 t/m 14) 22-06-1991 t/m 06-07-1991 | Hitnotering: (Week 1 t/m 11) 12-07-1980 t/m 20-09-1980 Hitnotering: (Week 12 t/m 14) 22-06-1991 t/m 06-07-1991 | Hitnotering: (Week 1 t/m 11) 12-07-1980 t/m 20-09-1980 Hitnotering: (Week 12 t/m 14) 22-06-1991 t/m 06-07-1991 | Hitnotering: (Week 1 t/m 11) 12-07-1980 t/m 20-09-1980 Hitnotering: (Week 12 t/m 14) 22-06-1991 t/m 06-07-1991 |
| Week: | 1 | 2 | 3 | 4 | 5 | 6 | 7 | 8 | 9 | 10 | 11 | | 12 | 13 | 14 | | |
| --- | --- | --- | --- | --- | --- | --- | --- | --- | --- | --- | --- | --- | --- | --- | --- | --- | --- |
| Positie: | 26 | 14 | 10 | 4 | 2 | 2 | 3 | 6 | 11 | 21 | 28 | uit | 34 | 30 | 33 | uit | |

### Nationale Hitparade
| Hitnotering: (Week 1 t/m 15) 05-07-1980 t/m 11-10-1980 Hitnotering: (Week 16 t/m 27) 11-05-1991 t/m 27-07-1991 | Hitnotering: (Week 1 t/m 15) 05-07-1980 t/m 11-10-1980 Hitnotering: (Week 16 t/m 27) 11-05-1991 t/m 27-07-1991 | Hitnotering: (Week 1 t/m 15) 05-07-1980 t/m 11-10-1980 Hitnotering: (Week 16 t/m 27) 11-05-1991 t/m 27-07-1991 | Hitnotering: (Week 1 t/m 15) 05-07-1980 t/m 11-10-1980 Hitnotering: (Week 16 t/m 27) 11-05-1991 t/m 27-07-1991 | Hitnotering: (Week 1 t/m 15) 05-07-1980 t/m 11-10-1980 Hitnotering: (Week 16 t/m 27) 11-05-1991 t/m 27-07-1991 | Hitnotering: (Week 1 t/m 15) 05-07-1980 t/m 11-10-1980 Hitnotering: (Week 16 t/m 27) 11-05-1991 t/m 27-07-1991 | Hitnotering: (Week 1 t/m 15) 05-07-1980 t/m 11-10-1980 Hitnotering: (Week 16 t/m 27) 11-05-1991 t/m 27-07-1991 | Hitnotering: (Week 1 t/m 15) 05-07-1980 t/m 11-10-1980 Hitnotering: (Week 16 t/m 27) 11-05-1991 t/m 27-07-1991 | Hitnotering: (Week 1 t/m 15) 05-07-1980 t/m 11-10-1980 Hitnotering: (Week 16 t/m 27) 11-05-1991 t/m 27-07-1991 | Hitnotering: (Week 1 t/m 15) 05-07-1980 t/m 11-10-1980 Hitnotering: (Week 16 t/m 27) 11-05-1991 t/m 27-07-1991 | Hitnotering: (Week 1 t/m 15) 05-07-1980 t/m 11-10-1980 Hitnotering: (Week 16 t/m 27) 11-05-1991 t/m 27-07-1991 | Hitnotering: (Week 1 t/m 15) 05-07-1980 t/m 11-10-1980 Hitnotering: (Week 16 t/m 27) 11-05-1991 t/m 27-07-1991 | Hitnotering: (Week 1 t/m 15) 05-07-1980 t/m 11-10-1980 Hitnotering: (Week 16 t/m 27) 11-05-1991 t/m 27-07-1991 | Hitnotering: (Week 1 t/m 15) 05-07-1980 t/m 11-10-1980 Hitnotering: (Week 16 t/m 27) 11-05-1991 t/m 27-07-1991 | Hitnotering: (Week 1 t/m 15) 05-07-1980 t/m 11-10-1980 Hitnotering: (Week 16 t/m 27) 11-05-1991 t/m 27-07-1991 | Hitnotering: (Week 1 t/m 15) 05-07-1980 t/m 11-10-1980 Hitnotering: (Week 16 t/m 27) 11-05-1991 t/m 27-07-1991 | Hitnotering: (Week 1 t/m 15) 05-07-1980 t/m 11-10-1980 Hitnotering: (Week 16 t/m 27) 11-05-1991 t/m 27-07-1991 |
| Week: | 1 | 2 | 3 | 4 | 5 | 6 | 7 | 8 | 9 | 10 | 11 | 12 | 13 | 14 | 15 | |
| --- | --- | --- | --- | --- | --- | --- | --- | --- | --- | --- | --- | --- | --- | --- | --- | --- |
| Positie: | 35 | 12 | 9 | 9 | 7 | 8 | 4 | 4 | 7 | 9 | 11 | 18 | 30 | 42 | 48 | |
| Week: | | 16 | 17 | 18 | 19 | 20 | 21 | 22 | 23 | 24 | 25 | 26 | 27 | | | |
| Positie: | uit | 96 | 85 | 75 | 60 | 48 | 43 | 36 | 27 | 31 | 51 | 71 | 100 | uit | | |

### TROS Top 50
Hitnotering: 03-07-1980 t/m 18-09-1980. Hoogste notering: #2 (2 weken).

### TROS Europarade
Hitnotering: 27-07-1980 t/m 07-12-1980. Hoogste notering: #3 (1 week).

### Vlaamse Radio 2 Top 30
| Hitnotering: 02-08-1980 t/m 27-09-1980 | Hitnotering: 02-08-1980 t/m 27-09-1980 | Hitnotering: 02-08-1980 t/m 27-09-1980 | Hitnotering: 02-08-1980 t/m 27-09-1980 | Hitnotering: 02-08-1980 t/m 27-09-1980 | Hitnotering: 02-08-1980 t/m 27-09-1980 | Hitnotering: 02-08-1980 t/m 27-09-1980 | Hitnotering: 02-08-1980 t/m 27-09-1980 | Hitnotering: 02-08-1980 t/m 27-09-1980 | Hitnotering: 02-08-1980 t/m 27-09-1980 | Hitnotering: 02-08-1980 t/m 27-09-1980 | Hitnotering: 02-08-1980 t/m 27-09-1980 |
| Week:                                  | 1                                      | 2                                      | 3                                      | 4                                      | 5                                      | 6                                      | 7                                      | 8                                      | 9                                      |                                        |                                        |
| -------------------------------------- | -------------------------------------- | -------------------------------------- | -------------------------------------- | -------------------------------------- | -------------------------------------- | -------------------------------------- | -------------------------------------- | -------------------------------------- | -------------------------------------- | -------------------------------------- | -------------------------------------- |
| Positie:                               | 18                                     | 6                                      | 8                                      | 4                                      | 5                                      | 6                                      | 13                                     | 19                                     | 21                                     | uit                                    |                                        |

### NPO Radio 2 Top 2000
| Nummer met noteringen in de NPO Radio 2 Top 2000 | '99 | '00 | '01 | '02 | '03  | '04 | '05 | '06 | '07 | '08 | '09 | '10 | '11 | '12 | '13 | '14 | '15 | '16 | '17 | '18 | '19 | '20 | '21 | '22 | '23 | '24  |
| ------------------------------------------------ | --- | --- | --- | --- | ---- | --- | --- | --- | --- | --- | --- | --- | --- | --- | --- | --- | --- | --- | --- | --- | --- | --- | --- | --- | --- | ---- |
| Could You Be Loved                               | 522 | 735 | 557 | 709 | 1011 | 587 | 753 | 897 | 809 | 763 | 721 | 422 | 557 | 439 | 608 | 846 | 932 | 922 | 958 | 899 | 910 | 760 | 892 | 989 | 969 | 1209 |

1. ↑  Een vetgedrukt getal geeft de hoogste notering aan.

## Joe Cocker-cover
In 1997 coverde Engelse zanger Joe Cocker Could you be loved. Cocker maakte er meer een rocknummer van. Het nummer stond op zijn album Across from midnight en werd op 13 juni 1997 op single uitgebracht.

### Hitnoteringen
| Hitnotering: 28-06-1997 t/m 26-07-1997 | Hitnotering: 28-06-1997 t/m 26-07-1997 | Hitnotering: 28-06-1997 t/m 26-07-1997 | Hitnotering: 28-06-1997 t/m 26-07-1997 | Hitnotering: 28-06-1997 t/m 26-07-1997 | Hitnotering: 28-06-1997 t/m 26-07-1997 | Hitnotering: 28-06-1997 t/m 26-07-1997 |
| Week:                                  | 1                                      | 2                                      | 3                                      | 4                                      | 5                                      |                                        |
| -------------------------------------- | -------------------------------------- | -------------------------------------- | -------------------------------------- | -------------------------------------- | -------------------------------------- | -------------------------------------- |
| Positie:                               | 95                                     | 88                                     | 88                                     | 91                                     | 100                                    | uit                                    |

## Lenny Keylard-cover
In de eerste liveshow van het eerste seizoen van The voice of Holland zong Lenny Keylard op 12 november 2010 zijn versie van het nummer Could you be loved. Het nummer was na de uitzending gelijk verkrijgbaar als muziekdownload en kwam een week later op nummer 62 binnen in de Nederlandse Single Top 100.

### Hitnoteringen
| Hitnotering: 28-06-1997 t/m 26-07-1997 | Hitnotering: 28-06-1997 t/m 26-07-1997 | Hitnotering: 28-06-1997 t/m 26-07-1997 | Hitnotering: 28-06-1997 t/m 26-07-1997 | Hitnotering: 28-06-1997 t/m 26-07-1997 | Hitnotering: 28-06-1997 t/m 26-07-1997 | Hitnotering: 28-06-1997 t/m 26-07-1997 |
| Week:                                  | 1                                      | 2                                      | 3                                      | 4                                      | 5                                      |                                        |
| -------------------------------------- | -------------------------------------- | -------------------------------------- | -------------------------------------- | -------------------------------------- | -------------------------------------- | -------------------------------------- |
| Positie:                               | 95                                     | 88                                     | 88                                     | 91                                     | 100                                    | uit                                    |

## Leona Philippo-cover
In de vijfde liveshow (halve finale) van het derde seizoen van The voice of Holland zong Leona Philippo op 7 december 2012 haar versie van het nummer Could you be loved. Het nummer was na de uitzending gelijk verkrijgbaar als muziekdownload en kwam een week later op nummer 1 binnen in de Nederlandse Single Top 100. Philippo stootte Sandra van Nieuwland, waarvan ze de halve finale won, van de eerste plaats van de Single Top 100. In de Nederlandse Top 40 kwam ze op nummer 2 binnen, maar ze zakte in de week daarop naar nummer 20. Dit is een record dat geëvenaard wordt, want Time after time van Chris Hordijk zakte ook van nummer 2 naar nummer 20 in deze lijst. De single is de minst succesvolle nummer 2-hit ooit in de Nederlandse Top 40. Ook is het een van de minst succesvolste nummer 1-hits in de Nederlandse Single Top 100 met maar 6 weken notering.

### Hitnoteringen
| Hitnotering: 22-12-2012 t/m 19-01-2013 | Hitnotering: 22-12-2012 t/m 19-01-2013 | Hitnotering: 22-12-2012 t/m 19-01-2013 | Hitnotering: 22-12-2012 t/m 19-01-2013 | Hitnotering: 22-12-2012 t/m 19-01-2013 | Hitnotering: 22-12-2012 t/m 19-01-2013 | Hitnotering: 22-12-2012 t/m 19-01-2013 |
| Week:                                  | 1                                      | 2                                      | 3                                      | 4                                      |                                        |                                        |
| -------------------------------------- | -------------------------------------- | -------------------------------------- | -------------------------------------- | -------------------------------------- | -------------------------------------- | -------------------------------------- |
| Positie:                               | 2                                      | 20                                     | 26                                     | 37                                     | uit                                    |                                        |

| Hitnotering: 15-12-2012 t/m 19-01-2013 | Hitnotering: 15-12-2012 t/m 19-01-2013 | Hitnotering: 15-12-2012 t/m 19-01-2013 | Hitnotering: 15-12-2012 t/m 19-01-2013 | Hitnotering: 15-12-2012 t/m 19-01-2013 | Hitnotering: 15-12-2012 t/m 19-01-2013 | Hitnotering: 15-12-2012 t/m 19-01-2013 | Hitnotering: 15-12-2012 t/m 19-01-2013 |
| Week:                                  | 1                                      | 2                                      | 3                                      | 4                                      | 5                                      | 6                                      |                                        |
| -------------------------------------- | -------------------------------------- | -------------------------------------- | -------------------------------------- | -------------------------------------- | -------------------------------------- | -------------------------------------- | -------------------------------------- |
| Positie:                               | 1                                      | 3                                      | 52                                     | 56                                     | 77                                     | 98                                     | uit                                    |

## Overige covers
De volgende artiesten namen ook een versie van Could you be loved op.
- Ziggy Marley & The Melody Makers
- Sublime
- Shakespears Sister
- Marc Antoine & Patti Austin
- Damian Marley & Stephen Marley
- Toto
- Lauryn Hill

Bob Marley · Junior Braithwaite · Beverley Kelso · Bunny Wailer · Peter Tosh · Cherry Smith · Constantine "Vision" Walker · Earl "Chinna" Smith · Aston Barrett · Joe Higgs · Earl Lindo · Carlton Barrett · Al Anderson · Alvin Patterson · Junior Marvin · Donald Kinsey · Tyrone Downie · I Threes (Rita Marley · Marcia Griffiths · Judy Mowatt)